# Pseudochlorisanis similis
Pseudochlorisanis similis is een keversoort uit de familie boktorren (Cerambycidae). De wetenschappelijke naam van de soort is voor het eerst geldig gepubliceerd in 1907 door Gahan.